# خوسيه سلاتر
خوسيه سلاتر (بالإنجليزية: Jose Slaughter)‏ مواليد 9 سبتمبر 1960 في لوس أنجلوس، هو لاعب كرة سلة أمريكي معتزل. بدأ مسيرته الاحترافية في سنة 1982. تم اختياره من قبل فريق إنديانا بايسرز خلال الدرافت. حمل الرقم 21. يبلغ طوله 6 قدم 5 بوصة (2.0 م). اعتزل اللعب في 1992.

## المسيرة الاحترافية
لعب مع إنديانا بايسرز في موسم 1982–1983، ثم لعب مع ألاسكا أيسز في سنة 1987، ثم لعب مع تي إن تي كاتروبا في سنة 1990.

## روابط خارجية
- خوسيه سلاتر على موقع إن بي أي (الإنجليزية)
- خوسيه سلاتر على موقع سبورتس رفرنس (الإنجليزية)
- خوسيه سلاتر على موقع كلية كرة السلة في سبورتس رفرنس.كوم (الإنجليزية)
- خوسيه سلاتر على موقع ريلجم (الإنجليزية)
- خوسيه سلاتر على موقع بروبوليرز (الإنجليزية)